# 海底大戦争 愛の20000マイル
『海底大戦争　愛の20000マイル』（かいていだいせんそう あいの20000マイル）は、ジュール・ヴェルヌの「海底二万哩」を原作にしたSF海洋冒険活劇である。
1981年1月4日に日本テレビ系列で放映されたテレビスペシャル用長編アニメーション。

## 放送時間
- 土曜16:00 - 17:00（JST）
  - 16:00の『FBIアメリカ連邦警察』（再放送）、17:00の『読売新聞ニュース』、17:10の『楽しい世界の旅』は、すべて休止。

## あらすじ
20XX年、地球はダリウス皇帝ひきいるガビア帝国によって支配されつつあった。夢大陸ことリッキーは友人のベンと共に潜水艦バチスカーフ号で失われた文明＝ムー大陸を探し求めていた。2人は地中海の港町でガビア軍に襲われバチスカーフ号で逃げるが魚雷によって撃沈される。偶然通りがかった原子力潜水艦ノーチラスに助けられ一命を取り止める。だが、船長のネモは艦外へ出ることを決して許さなかった。ネモ船長のひとり娘のソフィアも幼いころにノーチラス号に乗せられ一度も外に出てたことはない。リッキーたちはネモに反感を覚えながらも、船長の目的がムー大陸の探査と知ってノーチラス号に留まるのだった。海底都市を発見すると、リッキーとベンはネモの命令に反してノーチラス号を抜け出し海底都市へと潜入する。そこで彼らが見た物は……。

## 登場人物
- 夢 大陸（リッキー）声 - 井上純一　潜水艦バチスカーフ号でムー大陸を探し求める日本人の少年。
- ベン　声 - 伊武雅之　リッキーの友人。
- ソフィア 声- 北村優子　ネモ船長の娘。
- ネモ艦長 声 - 黒沢良　ノーチラス号の建造者で艦長。ムー大陸を探している。
- ジョンソン 声- 西川幾雄　ガビア帝国に拉致されていた科学者。
- ダリウス皇帝 声‐ 加藤精三　世界征服を企むガビア帝国の長。
- スミス　声 - 宮内幸平
- ジム　声 - 西尾徳
- 副官　声 - 渡部猛

## スタッフ
- 原作：ジュール・ヴェルヌ
- 企画：吉川斌
- 制作：株式会社タツノコプロ，日本テレビ
- 総監督・絵コンテ：九里一平
- プロデューサー：高橋精二、井上明
- 脚本：佐々木守
- 演出：真下耕一
- 作画監督：西城隆詞
- 美術監督：明石貞一
- キャラクターデザイン：高田明美
- メカニカルデザイン：大河原邦男
- 音楽：鈴木宏昌

## 主題歌
オープニングテーマ -「アトランティス」  エンディングテーマ - 「月灯かりの中で」
共に作詞 - 松本隆 / 作曲 - 鈴木茂 / 歌 井上純一　

## ビデオソフト
ビクター音楽産業からVHS版、ベータ版が発売されている。

## 備考
- 1980年1月に放映予定であったが、内容に大幅な改訂が加えられ1981年1月放映まで約2年近くの期間が空いた作品である。
- 高田明美が初めてメインキャラクターデザインを手がけた作品でもある